# Пейман Бабаї
Пейман Бабаї (перс. پیمان بابائی, нар. 14 лютого 1994, Тебриз) — іранський футболіст, нападник клубу «Трактор Сазі».

## Клубна кар'єра
Пейман вихованець клубу «Трактор Сазі». Через вживання допінгу і відповідну заборону на участь в офіційних матчах з грудня 2014 по грудень 2016 не виступав у офіційних турнірах.
З 2016 по 2018 захищав колоьри клубу «Гостареш Фулад», згодом перейшов до «Машін Сазі» звідки 16 січня 2019 на правах оренди перейшов до азербайджанської команди «Сумгаїт».
Перед сезоном 2020/21 Пейман повернувся до «Машін Сазі», а з 2021 року захищає кольори рідного клубу «Трактор Сазі».

## Титули і досягнення

### Командні
Володар Суперкубка Ірану (1)
«Естеґлал»: 2022

### Особисті
Найкращий бомбардир Чемпіонату Азербайджану (1)
«Нефтчі» (Баку): 2019-20